# 10B busz (Sopron)
A soproni 10B jelzésű autóbusz Jereván lakótelep és Brennbergi út, erdei iskola végállomások között közlekedik.

## Története
Korábban már közlekedett autóbuszjárat 10B jelzéssel Sopronban, a jelenlegi viszonylathoz képest abban különbözött, hogy csak Kertváros felsőig járt minden nap reggeltől estig tartó üzemidővel, és mindkét irányban a Bánfalvi úton haladt a kertvárosi részen. 2012. április 30-án szűnt meg a Sopronbánfalvi járatok akkori átalakításakor (lásd alább).
 2022. december 11-től ismét közlekedik a 10B jelzésű betétjárat, immár a Brennbergi út, erdei iskoláig hétvégén reggel és este.

## SopronbánfalvaésBrennbergbányaautóbuszjáratai

### Korábban
Sopronbánfalvára már az 1970-es években is két irányból érkeztek az autóbuszok: A Kossuth Lajos utca-Bánfalvi út, illetve a Várkerület-Vasútállomás-Ady Endre út útvonalakon. A 3-as busz eleinte csak a jelenlegi Kertváros, könyvtár elnevezésű megállóhelyig közlekedett, valamint a 10-es busz is csak a Hajnal térig járt. Ekkor még az 5-ös busz is a 3-as vonalán közlekedett, de csak a Fésűsfonalgyárig (ma: Bánfalvi út, Besenyő utca).
 Majd később, az 1990-es évektől jár a 3-as busz Brennbergbányáig, és ekkor jöttek létre a 3M, 10A, 10B, 10M, majd 2002-től a 10IB, 10MB, 10Y, 2004-től a 10C, majd 2005-től a 3A jelzésű buszok is.
 2012. május 1-jétől átalakították a Kertváros közlekedési rendjét, miszerint Sopronbánfalva utasait már csak a 3-as, a 3Y, a 10-es és a 10Y jelzésű buszok szállítják. Ezzel a változtatással a 10-es járatok indulásainak számát is csökkentették, valamint hurokjárattá alakították át a 10-es buszt, hiszen Kertváros felső felé az Ady Endre úton, a belváros felé pedig a Bánfalvi úton közlekedik. Ellentétesen járt a 10Y busz, amely a Kertváros felé a Bánfalvi úton, a belváros felé pedig az Ady Endre úton haladt.
 2022. október 22-től Sopron város önkormányzatának döntése alapján, az energiaválság következtében jelentős menetrendi változások és járatritkítások léptek érvénybe a városban. A módosítások értelmében a 10Y jelzésű járat a továbbiakban nem közlekedik, valamint jelentősen kevesebb busz indul Kertváros és Brennbergbánya felé is. Ekkor visszaállították a 10-es busz közlekedésében a korábbi rendet, tehát újra mindkét irányban az Ady Endre úton halad. Két héttel később, 2022. november 8-tól a Bánfalvi úton és környékén lakók jobb kiszolgálása érdekében a 10-es busz a Jereván lakótelep felé újra a Bánfalvi úton jár.
 2022. december 11-től a 3Y jelzésű busz már csak a Jereván lakótelep felé közlekedik, az ellenkező irányú viszonylata a bevezetett járatritkítások miatt megszűnt.
 2023. december 10-én új járat indult 23-as jelzéssel, amellyel a napi utolsó 2-es és 3-as buszokat vonták össze. Ez a járat előbb Lőverekbe ment, majd a Bánfalvi úttól a 3-as vonalán Brennbergbányáig közlekedett. A viszonylat 2024. április 30-án megszűnt.

### Jelenleg
Brennbergbányát a 3 és 3Y jelzésű buszok szolgálják ki. A 3-as busz a belvárost elkerülve, a Kossuth Lajos utcán és a Bánfalvi úton át éri el a kertvárost, míg betétjárata, a 3Y jelzésű busz Brennbergbánya felől a Brennbergi út 20. megállóhely után az Ady Endre úton, majd a vasútállomás - Ógabona tér útvonalon a Jereván lakótelepig jár.
 Akik a belvárosból utaznak Sopronbánfalvára, azok a 10-es és a 10B buszokat tudják igénybe venni. Ezek a járatok a Jereván lakótelepről indulnak, és a Várkerületen át, a vasútállomás érintésével, majd az Ady Endre úton (ellenkező irányban a Bánfalvi úton) közlekednek, előbbi Bánfalva felsőig, utóbbi Brennbergi út, erdei iskoláig.
2023. december 10-től a 10-es busz esetében a több, mint egy évvel korábban eltörölt indulások egy része visszaállításra került, így hétköznap is, de főleg hétvégén több járat indul Bánfalva felé, habár a visszaállítás után is jelentősen kevesebb busz közlekedik a városrészben, mint 2022 október előtt.
 2024. szeptember 2-tól a 10Y jelzésű busz ismét közlekedik a korábbival azonos útvonalon, azonban csak tanítási munkanapokon reggel, 1-1 járatpárral.

## Útvonala
| Jereván lakótelep → Kertváros felső → Brennbergi út, erdei iskola |
| --- |
| Jereván lakótelep végállomás – IV. László király utca – Teleki Pál út – Lackner Kristóf utca – Várkerület – Széchenyi tér – Erzsébet utca – Állomás utca – Mátyás király utca – Csengery utca – aluljáró – Ady Endre út – Hajnal tér – Brennbergi út – Brennbergi út, erdei iskola végállomás |

| Brennbergi út, erdei iskola → Kertváros felső → Jereván lakótelep |
| --- |
| Brennbergi út, erdei iskola végállomás – Brennbergi út – Hajnal tér – Bánfalvi út – Besenyő utca – Ady Endre út – aluljáró – Csengery utca – Erzsébet utca – Állomás utca – Mátyás király utca – Széchenyi tér – Várkerület – Lackner Kristóf utca – Teleki Pál út – IV. László király utca – Jereván lakótelep végállomás |

## Megállóhelyei
| Távolság (km) | Idő (perc) | Megállóhely neve / korábbi neve(i)                          | Idő (perc) | Távolság (km) | Átszállási lehetőségek | Fontosabb nevezetességek, helyek, áruházak és intézmények a közelben |
| ------------- | ---------- | ----------------------------------------------------------- | ---------- | ------------- | --- | --- |
| 0             | 0          | Jereván lakótelep                                           | 22         | 9,0           | 1, 2, 5, 5A, 5Y, 7, 7B, 7T, 10, 10Y, 11, 11B, 11Y, 12, 12B, 13, 17, 27, 27A, 27B, 27T                                                                                          | Helyi buszvégállomás |
| 0,5           | 1          | IV. László király utca 5.                                   | 21         | 8,5           | 3Y, 5, 5A, 5B, 7, 7A, 7B, 7T, 10, 10Y, 11, 11A, 11B, 27, 27A, 27B, 27T, 27Y | Posta Soproni Szakképzési Centrum Fáy András Két Tanítási Nyelvű Közgazdasági Technikum |
| 1,0           | 2          | Teleki Pál út 2.                                            | 20         | 8,0           | 1, 2, 3Y, 5, 5A, 5B, 5Y, 7, 7A, 7B, 7T, 10, 10Y, 11Y, 12, 12B, 13, 13B, 17, 27, 27A, 27B, 27T                                                                                  | McDonald’s étterem Sopron Pláza Káposztás utcai Stadion Ibolya-tó |
| 1,7           | 4          | Lackner Kristóf utca, autóbusz-állomás                      | 19         | 7,4           | 1, 2, 3, 3Y, 4, 5, 5A, 5B, 5T, 5Y, 7, 7A, 7B, 7T, 8, 10, 10Y, 11Y, 12, 12B, 13, 13B, 14, 14B, 15, 15A, 17, 21, 27, 27A, 27B, 27T, 32, 33 Helyközi és távolsági autóbuszjáratok | Soproni autóbusz-állomás Soproni Rendőrkapitányság Káposztás utcai Stadion INTERSPAR áruház Vásárcsarnok                                                                                        |
| –             | –          | Várkerület, Festő köz                                       | 17         | 6,9           | 1, 2, 3Y, 4, 5, 5A, 5B, 5T, 7, 7A, 7B, 7T, 10, 10Y, 11Y, 12, 12B, 13, 13B, 14, 14B, 15, 15A, 32, 33                                                                            | Tűztorony Városháza Mária-szobor Szentháromság-szobor Posta Szent György-templom Scarbantia Régészeti Park                                                                                      |
| 2,2           | 5          | Várkerület, Mária-szobor                                    | –          | –             | 1, 2, 7, 7A, 7B, 7T, 10, 10Y, 27, 27A, 27B, 27T | Tűztorony Városháza Mária-szobor Szentháromság-szobor Posta Szent György-templom Scarbantia Régészeti Park                                                                                      |
| –             | –          | Várkerület, Árpád utca Várkerület 59. (Árpád utca)          | 16         | 6,5           | 1, 2, 7, 7A, 7B, 7T, 10, 10Y, 27, 27A, 27B, 27T | Tűztorony Városháza Mária-szobor Szentháromság-szobor Posta Szent György-templom Scarbantia Régészeti Park                                                                                      |
| 2,7           | 6          | Várkerület, Ötvös utca Várkerület 87. (Ötvös utca)          | 15         | 6,2           | 1, 2, 3Y, 4, 5, 5A, 5B, 5T, 7, 7A, 7B, 7T, 10, 10Y, 11, 11A, 11B, 11Y, 12, 12B, 13B, 14, 14B, 15, 15A, 22, 27, 27A, 27B, 27T, 27Y, 32, 33                                      | Liszt Ferenc Konferencia- és Kulturális Központ Soproni Petőfi Színház Posta Soproni Szent Júdás Tádé-templom SOE Lámfalussy Sándor Közgazdaságtudományi Kar Európa leghosszabb tere – Deák tér |
| 3,1           | 7          | Erzsébet utca                                               | –          | –             | 1, 2, 3Y, 4, 5, 5A, 5B, 5T, 7, 7A, 7B, 7T, 10, 10Y, 11, 11A, 11B, 11Y, 12, 12B, 13B, 14, 14B, 15, 15A, 22, 27, 27A, 27B, 27T, 27Y, 32, 33                                      | Liszt Ferenc Konferencia- és Kulturális Központ Soproni Petőfi Színház Posta Soproni Szent Júdás Tádé-templom SOE Lámfalussy Sándor Közgazdaságtudományi Kar Európa leghosszabb tere – Deák tér |
| –             | –          | Mátyás király utca, Deák tér                                | 14         | 5,9           | 1, 2, 3Y, 4, 5, 5A, 5B, 5T, 7, 7A, 7B, 7T, 10, 10Y, 11, 11A, 11B, 11Y, 12, 12B, 27Y, 32                                                                                        | Liszt Ferenc Konferencia- és Kulturális Központ Soproni Petőfi Színház Posta Soproni Szent Júdás Tádé-templom SOE Lámfalussy Sándor Közgazdaságtudományi Kar Európa leghosszabb tere – Deák tér |
| 3,7           | 9          | GYSEV pályaudvar                                            | 13         | 5,7           | 1, 2, 3Y, 4, 5, 5A, 5T, 7, 7A, 7B, 7T, 10, 10Y, 11, 11A, 11B, 11Y, 12, 12B, 22, 27, 27A, 27B, 27T, 27Y, 32 Helyközi és távolsági autóbuszjáratok                               | Sopron vasútállomás GYSEV Zrt. SPAR szupermarket |
| 4,1           | 11         | Csengery utca, Elzett-udvar                                 | 12         | 5,3           | 1, 2, 3Y, 4, 10, 10Y, 11Y, 12, 12B | Soproni Kereskedelmi és Iparkamara Európa leghosszabb tere – Deák tér |
| 4,6           | 12         | Frankenburg úti aluljáró                                    | 11         | 4,9           | 1, 2, 3Y, 4, 10, 10Y | Soproni Kereskedelmi és Iparkamara Európa leghosszabb tere – Deák tér |
| 5,1           | 13         | Ady Endre út, Erzsébet-kert                                 | 10         | 4,4           | 1, 2, 3Y, 10, 10Y | Erzsébet-kert |
| 5,4           | 14         | Orgona utca                                                 | 9          | 4,1           | 3Y, 10, 10Y | Erzsébet-kert |
| 5,9           | 15         | Ibolya út                                                   | 8          | 3,7           | 3Y, 10, 10Y | |
| –             | –          | Bánfalvi út, Besenyő utca Fésűsfonalgyár                    | 6          | 3,3           | 3, 10, 10Y, 21, 22 | Soproni Német Nemzetiségi Általános Iskola Aldi áruház |
| 6,2           | 16         | Laktanya utca                                               | –          | –             | 3Y, 10, 10Y | |
| –             | –          | Bánfalvi út 100.                                            | 5          | 2,7           | 3, 10, 10Y | |
| 6,6           | 17         | Ady Endre út 134. Ady Endre út, Nika vendéglő               | –          | –             | 3Y, 10, 10Y | Bánfalvi óvoda Sopronbánfalvi Hősi- és Köztemető |
| 6,8           | 18         | Ady Endre út, óvoda                                         | –          | –             | 3Y, 10, 10Y | Bánfalvi óvoda Sopronbánfalvi Hősi- és Köztemető |
| –             | –          | Bánfalva, könyvtár Kertváros, kultúrház Kertváros, könyvtár | 3          | 2,0           | 3, 3Y, 10, 10Y | Bánfalvi karmelita kolostor és templom Soproni Mária Magdolna templom Evangélikus templom Könyvtár                                                                                              |
| 7,2           | 19         | Bánfalva, Hajnal tér Kertváros, Hajnal tér                  | –          | –             | 3, 3Y, 10, 10Y | Bánfalvi karmelita kolostor és templom Soproni Mária Magdolna templom Evangélikus templom Könyvtár                                                                                              |
| 7,8           | 20         | Brennbergi út 20. Brennbergi út 20. (Ózon Camping)          | 2          | 1,5           | 3, 3Y, 10 | |
| 8,3           | 21         | Bánfalva felső Kertváros felső                              | 1          | 1,0           | 3, 3Y, 10 | |
| 9,2           | 22         | Brennbergi út, erdei iskola                                 | 0          | 0             | 3, 3Y | Doborjáni Ferenc EGYMI - Erdei iskola |